# Ясашное Помряскино
Ясашное Помряскино — село в Старомайнском районе Ульяновской области. Родина знаменитого сказочника Абрама Новопольцева.

## Географическое положение
Находится на левом берегу реки Красной в 28 километрах к юго-востоку от центра района — Старой Майны.

## Название
По мнению топонимистов название происходит от мордовского имени Помряско, а прилагательное Ясашное показывает, что крестьяне были ясачные (ясашные), то есть находились не под помещиком, а платили за пользование землёй подать — ясак. В дальнейшем сельчане перешли в разряд удельных крестьян.

## История
Село основано в 1698 году, когда на свободные земли служилых татар деревни Ураева (Урайкино), по указу Петра I, стали переселять инородцев — новокрещённую мордву, из деревень: Кокрять, Матвеевка, Шмелёвка и других, которые вместе с русскими и основали деревню.
В 1772 году на средства 198 прихожан была построена деревянная двух-престольная, во имя Покрова пресвятой Богородицы, св. Николая Чудотворца, в 1898 году перестроена.
В 1780 году, при создании Симбирского наместничества, деревня Помряскина, ныне село Покровское, ясашных крестьян, вошла в состав Ставропольского уезда. Это дало селу второе имя — Покровское Помряскино, которое также использовалось до начала XX века.
По ревизской сказке 1795 года село находилось по обеим сторонам реки, в нём насчитывалось 70 дворов и 601 житель. За общиной было закреплено 3384 десятины земли.
К 1859 году в селе Покровское (Ясачное Помряскино) было 94 двора и 948 жителей. Помимо земледелия, жители села занимались изготовлением поташа. В 1861 году в семи поташных заведениях в селе было произведено 582 пуда поташа на сумму в 819 рублей. Другим видом производства было изготовление кирпичей. Для производства кирпича имелось 5 кирпичных заводиков. За 10 лет (1873—1883) в селе сгорело 75 дворов, что вынуждало крестьян строить кирпичные дома. 
Крестьянская реформа 1861 года привела к уменьшению площади земель, принадлежащих селу — осталось 2019 десятин, из них 1503 десятины пашни. Также изменился статус села — оно стало волостным селом Ставропольского уезда Самарской губернии. Как волостному селу Ясашному Помряскино полагалась школа, в том же 1861 году было открыто училище грамоты, которое в 1862 году было преобразовано в земскую школу.
В 1863 году часть русского населения села  переселилось на гору, у подножия которой были деревни Русское и Татарское Урайкино, образовав новую деревню Горное Урайкино (Новое Урайкино). В начале 1960-х годах деревни не стало.
К 1884 году в селе насчитывалось уже 220 дворов и 1219 жителей, в собственности которых было 229 лошадей, 250 коров, 884 овцы, 137 ульев. 
В 1889 году в селе Помряскино (Ясачное) в 224 дворах жило 1581 человек, имелось волостное правление, церковь, земская школа, 1 водяная и 2 ветряных мельниц, 2 поташных завода, 5 кирпичных завода, 2 овчинных завода, 2 кузницы.
К 1910 году в селе Помряскино насчитывалось 261 двор и 1744 жителя — наибольшее известное число жителей села в истории. Такое число жителей привело к необходимости построить в селе в 1912 году новую деревянную одноклассную школу.

### Советское время
После установления советской власти значение села падало. В нём был образован сельсовет, но вскоре была упразднена помряскинская волость, и село относилось к Малокандалинской волости. Пострадало село и от голода в 1921 году.
К 1926 году в нём насчитывалось 236 дворов с 1102 жителями. В школе училось 63 ученика. 
В 1928 году, в селе было образовано машинное товарищество «Свобода», в которое объединились 27 хозяйств, из них 22 бедняцких и 5 середняцких со 145 жителями. Товариществу было отведено 150 десятин пашни и 10 голов рабочего скота.  
В 1930 году в селе был создан колхоз имени Ленина. К этому времени в селе было 255 дворов и 1362 жителя. К 1935 году в колхозе состояло 82 двора, к нему относилось 3367 гектаров земли.
Был упразднён сельский совет, село стало относиться к Новиковскому сельскому Совету. Церковь была закрыта. Неэффективность колхозного хозяйства, репрессии, падение значения села привели к оттоку жителей из Ясашного Помряскина. 
В Великую Отечественную войну погибло 55 сельчанина.
С 1953 года село стало относиться к Татарскому Урайкинскому сельсовету. 
К 1959 году в нём осталось лишь 415 жителей, а спустя двадцать лет — только 285. В этом же году колхоз «Красная Горка» (Русское Урайкино) вошёл в колхоз имени Ленина, в качестве второй бригады.
В 1975 году были разобраны остатки церкви, простоявшей почти двести лет. В ней венчались Павел Егорович Абрамов с невестой — из деревни Урайкино Ставропольского уезда (сейчас — Русское Урайкино Старомайнского района) дворянка Ольга Ивановна Лазарева — сестра Варвары Ивановны Лазаревой, жены Дмитрия Николаевича Садовникова. У них родилась дочь Вера Павловна Абрамова — первая жена Александр Степанович Грина. 
С 1980 года село вновь относилось к Новиковскому сельскому Совету.
В 1989 году в колхозе имени Ленина было 330 коров, 733 свиньи, было продано 1523 центнера мяса, надоено 2343 л/год молока с каждой коровы. Имелось 37 тракторов, 14 грузовиков, 16 комбайнов. 
В 1998 году (год трёхсотлетия села) в нём насчитывалось 107 хозяйств и 287 жителей. В школе училось 22 ученика. Основным местом работы селян оставался колхоз имени Ленина, в который также входила деревня Русское Урайкино. В том же году колхоз имел всего 66 коров и 44 свиньи.
К 2011 году была завершена газификация села.

## Население
| Год  | Численность | Численность |
| ---- | ----------- | ----------- |
| 1859 | 948         | [ 10 ]      |
| 1889 | 1581        | [ 11 ]      |
| 1897 | 1320        | [ 12 ]      |
| 1910 | 1744        | [ 13 ]      |
| 2010 | 206         | [ 1 ]       |

### Известные жители
- Абрам Кузьмич Новопольцев (1828, Ясашное Помряскино — 1886, там же) — русский сказочник. Собиратель и знаток русского фольклора Д. Н. Садовников записал с его слов 72 текста, вошедших в сборник «Сказки и предания Самарского края». Однако в родном селе пастуха Новопольцева всерьёз не воспринимали и не ценили. Он умер в нищете, а его могила затерялась.
- Василий Яковлевич Королёв (1902, Помряскино — 1979) — полный кавалер ордена Славы.

## Достопримечательности
- Обелиск вечной памяти помряскинцам, павшим в годы Великой Отечественной войны 1941-1945 гг., (2005 г.)[14]